# Malabar-Zibetkatze
Die Malabar-Zibetkatze (Viverra civettina) ist eine extrem seltene oder bereits ausgestorbene Raubtierart aus der Familie der Schleichkatzen (Viverridae). Die Art kommt oder kam in einem kleinen Gebiet im Südwesten Indiens vor und wurde früher meist als Unterart der Großfleck-Zibetkatze angesehen. Heute gilt sie als eigenständige Art. Nach der Erwerbung zweier frischer Felle in den Jahren 1987 und 1990 wurde die Hoffnung genährt, dass diese Art noch existiert. Vergebliche Suchexpeditionen seit dem Jahr 2006 veranlassten die Zoological Society of London im Jahr 2013 zu der Vermutung, dass diese Art wahrscheinlich ausgestorben ist.

## Beschreibung

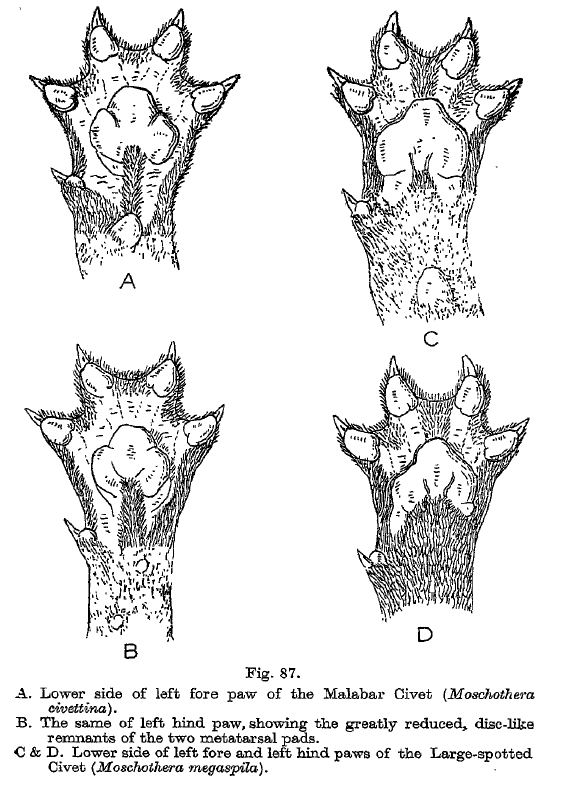
Fußballen von Malabar-Zibetkatze (links: A, B) und Großfleck-Zibetkatze (rechts: C, D)

Die Malabar-Zibetkatze ähnelt der Großfleck-Zibetkatze, wobei sie geringfügig kleiner ist. Die Kopfrumpflänge beträgt 76–85 cm, die Schwanzlänge 30–40 cm. Das Körpergewicht liegt bei 6,6–8,0 kg. Wie die Großfleck-Zibetkatze ist die Färbung grau bis gelbbraun mit schwarzen Flecken an Flanken und Oberschenkeln. Dabei sind die Flecken relativ groß. Beide Arten besitzen eine schwarze Rückenlinie und einen schwarz geringelten Schwanz. Auch die auffälligen schwarzen und weißen Bänder im Halsbereich sind beiden Arten gemein. Die Füße sind bräunlich. Deutliche Unterschiede sind in der Morphologie der Fußballen zu sehen. Auch ist die Haut um die Fußballen nackt, während sie bei der Großfleck-Zibetkatze behaart ist. Die Backenzähne sind größer als die der Großfleck-Zibetkatze.
Zahnformel:
{\displaystyle {I3\cdot C1\cdot P4\cdot M2 \over I3\cdot C1\cdot P4\cdot M2}}

## Verbreitung und Lebensraum

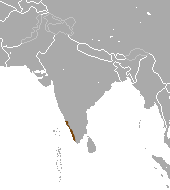
Geographisches Verbreitungsgebiet der Malabar-Zibetkatze

Zuletzt kam die Malabar-Zibetkatze lediglich in einem kleinen Gebiet in den Westghats im Südwesten Indiens vor, vor allem in den Küstengebieten zwischen Kanyakumari im Süden bis Wayanad, Coorg und Honnavar in Karnataka im Norden. Hier bewohnt sie Sumpfgebiete und Wälder, aber auch Plantagen. Nur wenige Nachweise stammen aus Gebieten oberhalb von 600 m.

## Systematik
Die Malabar-Zibetkatze wurde bis vor kurzem als Unterart der Großfleck-Zibetkatze angesehen. Heute gelten beide als eigenständige Arten. Der Artstatus ist allerdings bisher nicht bestätigt.

## Lebensweise
Über die Lebensweise dieser Art ist kaum etwas bekannt. Die Tiere scheinen vorwiegend nachtaktiv zu sein und leben vermutlich einzelgängerisch. Offenbar sind Malabar-Zibetkatzen meist am Boden unterwegs. Über die Nahrungs- und Fortpflanzungsgewohnheiten ist fast nichts bekannt.

## Gefährdung
Die Malabar-Zibetkatze wird von der IUCN als vom Aussterben bedroht (critically endangered) eingestuft. In ihrem Verbreitungsgebiet liegen keine Schutzgebiete. Eine zukünftige Gründung von Schutzgebieten in der Region ist aufgrund der dichten Besiedelung eher unwahrscheinlich. Eingehende Studien zur Gefährdungssituation und eine Nachzucht in Gefangenschaft werden als die besten Schutzstrategien angesehen.
Ursprünglich war die Malabar-Zibetkatze gebietsweise recht häufig. Im 20. Jahrhundert schrumpften die Bestände stark. 1978 wurde die Art von der IUCN für „wahrscheinlich ausgestorben“ erklärt. So hat es zwischen 1950 und 1990 nur zwei – und zudem ungesicherte – Nachweise gegeben. Erst 1987 und 1990 wurden Felle von kurz zuvor getöteten Tieren bekannt. Damit wurden Hoffnungen genährt, dass die Malabar-Zibetkatze noch existieren könnte. Bei einer großangelegten Suchexpedition durch A. M. A. Nixon und Siddharth Rao zwischen April 2006 und März 2007 wurde intensive Feldarbeit in den Distrikten Ernakulam, Trivandram, Thrissur, Palakkad, Malappuram, Kozhikode, Kannur, Kasargode, Wayanad, Kollam und Pathinamthitta im Bundesstaat Kerala sowie in den Distrikten Kodagu, Dakshina Kannada, Uttara Kannada, Udupi, Shimoga und Chikmangalur im Bundesstaat Karnataka betrieben. Dabei konnte kein Nachweis über einen Fortbestand dieser Art erbracht werden.
Zur Zeit des SARS-CoV-2-Lockdowns wurde 2020 ein ähnliches Tier in einer indischen Kleinstadt gefilmt, eine Bestätigung der Art scheint es jedoch nicht zu geben.